# Pibimbap
A pibimbap (hangul:  비빔밥, RR: bibimbap) változatos és tápláló koreai étel, mely rizsből, frissen elkészített zöldségekből és húsból áll. Szó szerinti jelentése „kevert rizs”, mivel a rizst keverik össze különféle hozzávalókkal. A hozzávalókat ízlés szerint lehet kiválogatni, így ízében és színvilágában is többféle pibimbap (bibimbap) készíthető. Vannak elnevezett variációi is, ilyen például a kőedényben készített tolszot pibimbap (dolsot bibimbap) (돌솥비빔밥), a Csondzsu (Jeonju) városáról elnevezett csondzsu pibimbap (jeonju bibimbap) vagy a virágszirmokkal készített kkot pibimbap (kkot bibimbap). Csondzsu (Jeonju)ban minden évben pibimbap (bibimbap)-fesztivált is rendeznek.

## Elkészítése
A pibimbap (bibimbap) gyakori összetevői a marhahús, a vékonyra szeletelt (zsülienre vágott) különféle zöldségek (például uborka, sárgarépa, cukkini), babcsíra, gomba, szezámolaj, kocshudzsang (gochujang) (koreai csilipaszta) és a saspáfrány (Pteridium aquilinum). Fogyasztás előtt a főtt rizsre pakolt, külön elkészített zöldségeket és húst jól összekeverik a rizzsel.

## Története
A pibimbap (bibimbap)ot először egy 19. századi koreai szakácskönyvben, a Siidzsonszó (Siuijeonseo)ban (시의전서) említik. Itt az ételt koldongban (goldongban) (골동반) néven nevezik, együtt a pibimbap (bibimbap) szó egy változatával (부븸밥 pubimbap (bubuimbap)). A koldongban (goldongban) olyan ételt jelölt, amit a holdújévi ünnepségeken megmaradt hozzávalókból készítettek rizzsel összekeverve.
Léteznek különféle elméletek a pibimbap (bibimbap) eredetére, ezek egyike szerint az étel a hagyományos koreai tiszteletadási ünnepséghez, a cseszához (jesához) (제사) köthető, melynek végén, az umbok (eumbok) (음복) alatt az ősöknek felajánlott ételt egy tálkában összekeverve a rituálé résztvevői elfogyasztják.

## Galéria

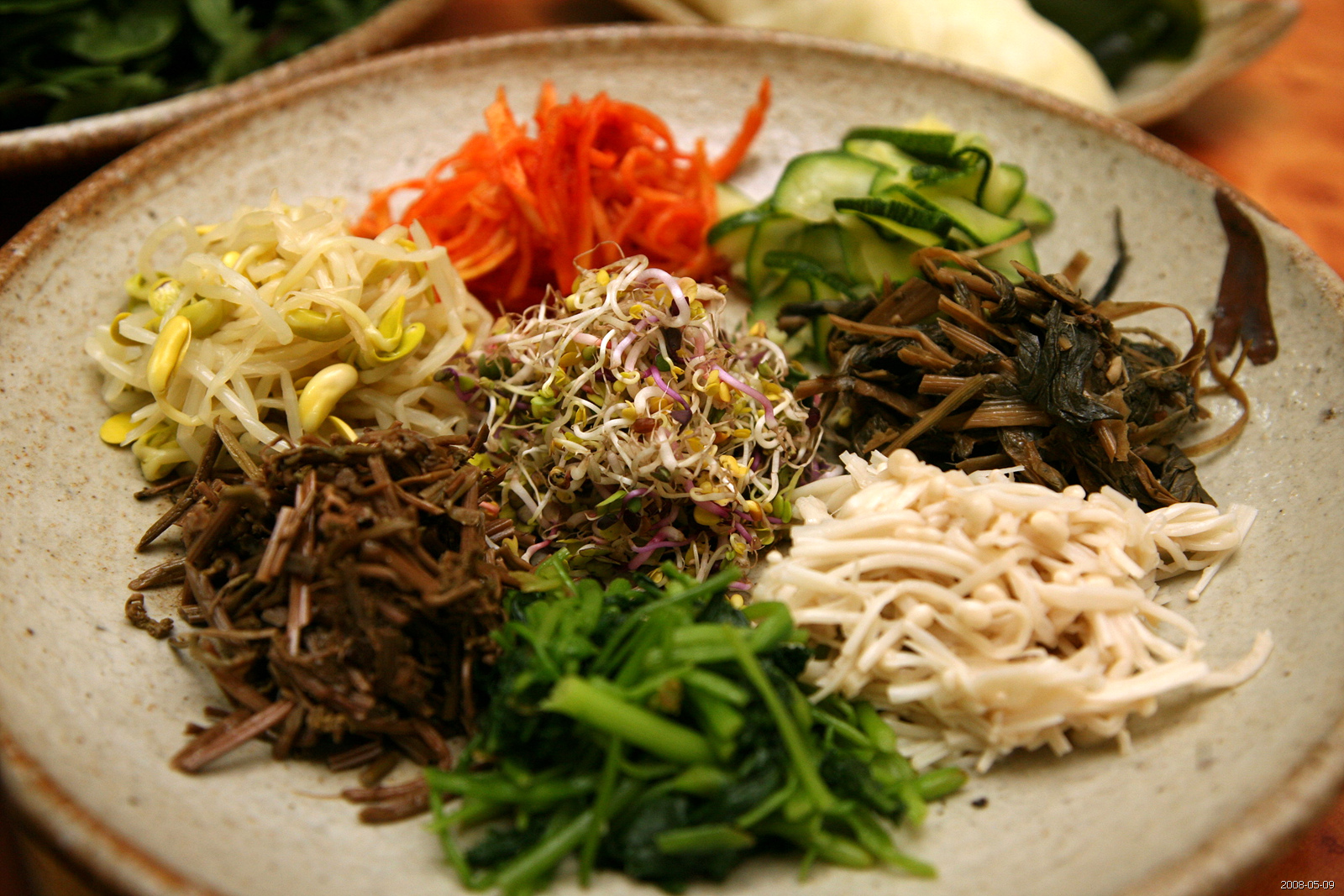
pibimbap (bibimbap)hoz előkészített zöldségek
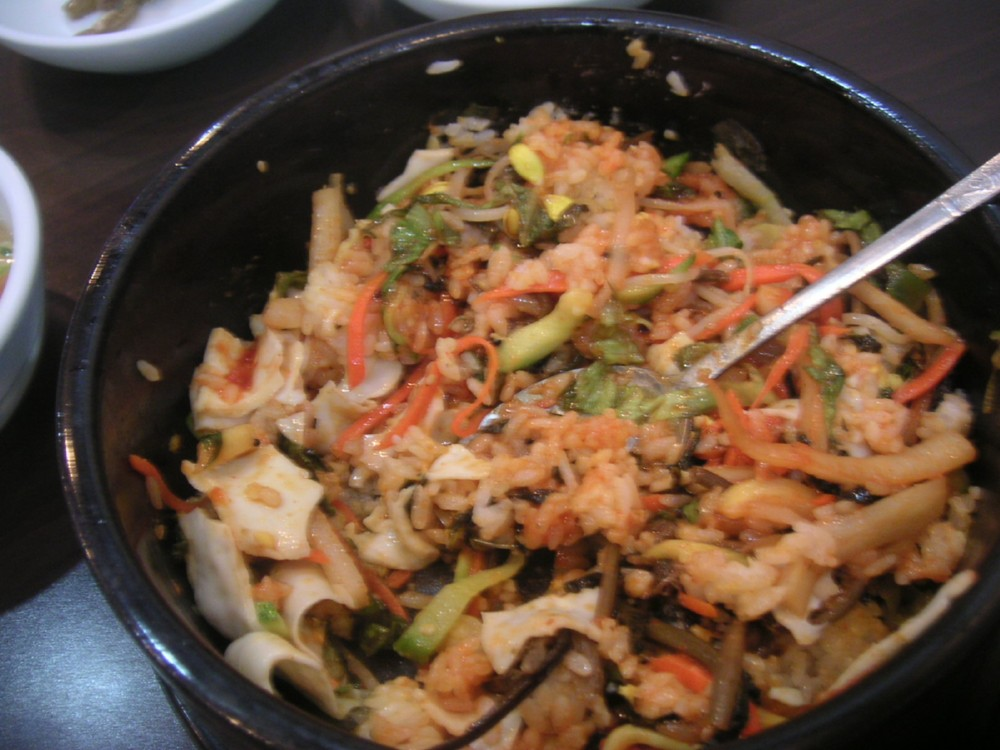
pibimbap (bibimbap) fogyasztás előtt összekeverve
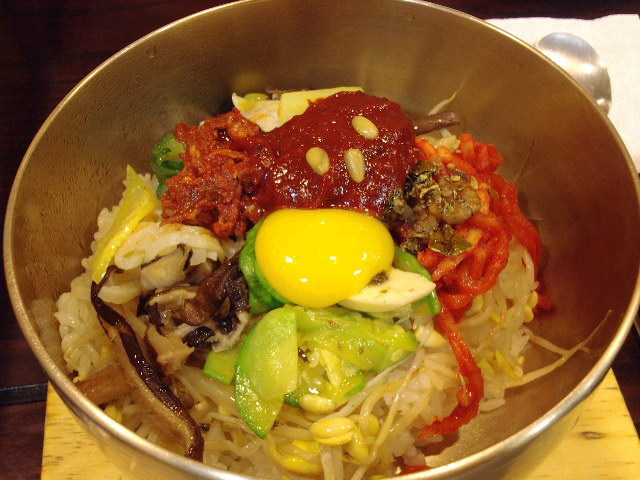
Csondzsu pibimbap (Jeonju bibimbap)
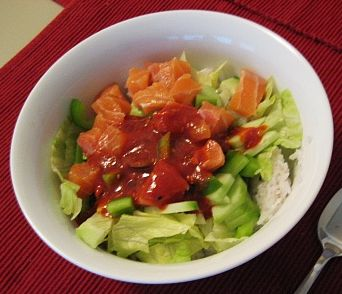
lazacos pibimbap (bibimbap)
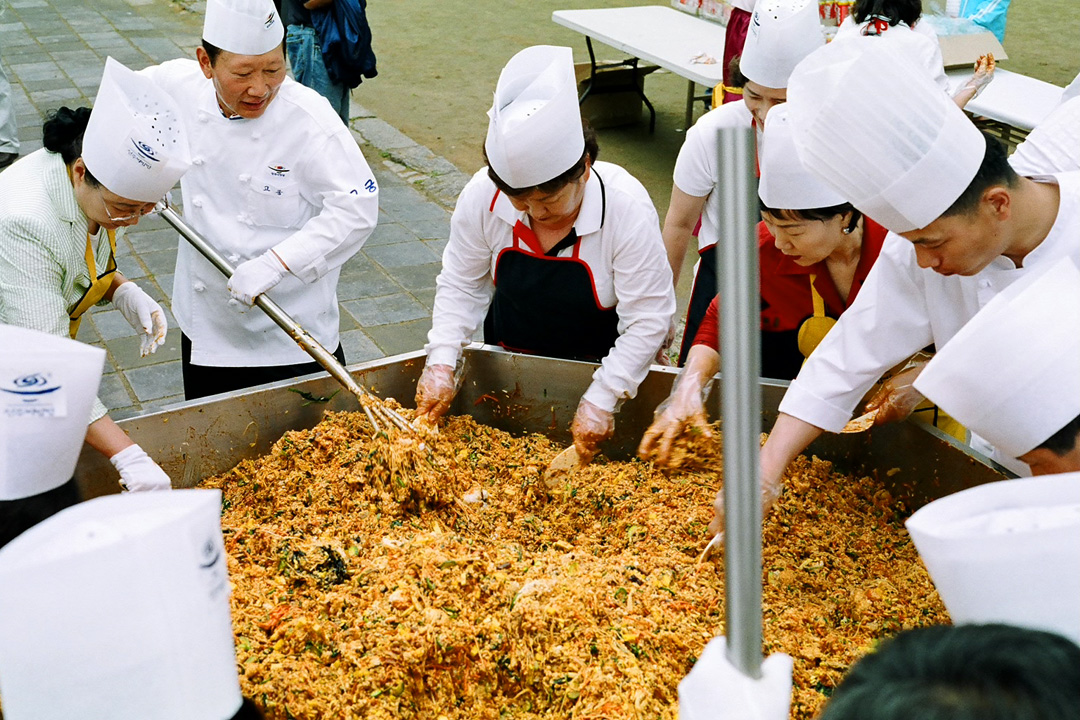
óriás pibimbap (bibimbap)ot készítenek a pibimbap (bibimbap)-fesztiválon